# Hans Tilkowski
Hans Tilkowski (Dortmund, 12 juli 1935 - 5 januari 2020) was een Duits voetbalspeler- en trainer. Hij speelde als doelman bij SC Westfalia, Borussia Dortmund en Eintracht Frankfurt. Tilbowski wordt algemeen beschouwd als een van de beste doelmannen van zijn generatie.

## Biografie
Tilkowski werd op 12 juli 1935 geboren in Dortmund, destijds onderdeel van Nazi-Duitsland. Hij begon op elfjarige leeftijd met voetballen bij het lokale SV Husen, oorspronkelijk als een rechtsbuiten. Later werd hij doelman en sloot zich in 1949 aan bij SuS Kaiserau. Hij begon zijn professionele carrière bij SC Westfalia in 1955. Hij won met de club de Oberliga West in 1959. Van 1963 tot 1967 speelde hij bij Borussia Dortmund. Tilkowski won hier de DFB-Pokal in 1965 en werd datzelfde jaar tevens verkozen tot Duits voetballer van het jaar. Vervolgens werd in 1966 de Europacup II gewonnen, waardoor Borussia Dortmund als eerste West-Duitse ploeg een Europese clubprijs wist te winnen.
Tilkowski debuteerde in 1957 in het nationale elftal van West-Duitsland en bereikte de finale van het WK 1966, waarin zij door Engeland met 4-2 werden verslagen.

## Persoonlijk
Tilbowski werd geboren in een gezin van drie kinderen. Zijn vader was van Poolse afkomst en werkte als mijnwerker in het Ruhrgebied.
In juni 1959 trouwde hij met Luise. Ze kregen twee zonen en een dochter.
Tilkowski overleed op 5 januari 2020 op 84-jarige leeftijd na een lang ziektebed.

## Erelijst
SC Westfalia
- Oberliga West: 1958/59

 Borussia Dortmund
- DFB-Pokal: 1964/65
- Europacup II : 1965/66

Individueel
- Duits voetballer van het jaar: 1965 (als speler van Borussia Dortmund)